# 글레프 갈페린
글레프 세르게예비치 갈페린(러시아어: Глеб Серге́евич Гальпе́рин, 1985년 5월 25일 ~ )은 러시아의 다이빙 선수이다.
모스크바 출생이며, 2008년 하계 올림픽 다이빙 남자 10m 플랫폼 싱크로나이즈에서 드미트리 도브로스코크와 함께 동메달을 획득하였다. 또한 10m 플랫폼 종목에서도 동메달을 따기도 하였다.